# گری گیلسپی
گری گیلسپی (انگلیسی: Gary Gillespie؛ زادهٔ ۵ ژوئیهٔ ۱۹۶۰) بازیکن فوتبال اهل اسکاتلند است.

## باشگاهی
از باشگاه‌هایی که در آن بازی کرده‌است می‌توان به باشگاه فوتبال فالکیرک، باشگاه فوتبال سلتیک، باشگاه فوتبال کاونتری سیتی، و باشگاه فوتبال لیورپول، باشگاه فوتبال کاونتری سیتی، و تیم ملی فوتبال اسکاتلند اشاره کرد.

## تیم ملی
وی همچنین در تیم‌های ملی فوتبال زیر ۲۱ سال اسکاتلند بازی کرده‌است.